# Drymophila squamata
Drymophila squamata е вид птица от семейство Thamnophilidae.

## Разпространение
Видът е разпространен в Бразилия.